# Brazos Bend (Texas)
Brazos Bend est une ville située en bordure du fleuve Brazos et du lac Granbury (en), à l'est de la partie centrale du comté de Hood au Texas, aux États-Unis,. La ville est incorporée en mai 2004.

## Démographie
Lors du recensement de 2010, la ville comptait une population de 305 habitants. Elle est estimée, en 2018, à 349 habitants.

### Source de la traduction
- (en) Cet article est partiellement ou en totalité issu de l’article de Wikipédia en anglais intitulé « Brazos Bend, Texas » (voir la liste des auteurs).